# Jan-Arie van der Heijden
Jan-Arie van der Heijden (Schoonhoven, Holanda Meridional, Países Bajos, 3 de marzo de 1988) es un futbolista neerlandés que juega de defensa y está sin equipo.

## Trayectoria
Obtuvo la medalla de bronce en el año 2005 con la selección neerlandesa en el Mundial sub-17.
Debutó en el equipo ajaccied el 4 de noviembre de 2007, ante el Roda JC, en el marco de la liga nacional.
En deportes y economía, logró la graduación.

## Clubes
| Club             | País         | Año       |
| ---------------- | ------------ | --------- |
| Ajax Ámsterdam   | Países Bajos | 2007-2009 |
| Willem II        | Países Bajos | 2009-2011 |
| S. B. V. Vitesse | Países Bajos | 2011-2015 |
| Feyenoord        | Países Bajos | 2015-2020 |
| Willem II        | Países Bajos | 2020-2021 |

## Palmarés

### Campeonatos nacionales
| Título                        | Club      | País         | Año     |
| ----------------------------- | --------- | ------------ | ------- |
| Eredivisie                    | Feyenoord | Países Bajos | 2016-17 |
| Copa de los Países Bajos      | Feyenoord | Países Bajos | 2015-16 |
| Supercopa de los Países Bajos | Feyenoord | Países Bajos | 2017    |
| Copa de los Países Bajos      | Feyenoord | Países Bajos | 2017-18 |
| Supercopa de los Países Bajos | Feyenoord | Países Bajos | 2018    |